# 다윈 프로젝트
《다윈 프로젝트》(Darwin Project)는 스캔비저스 스튜디오가 개발하고 배급한 부분 유료화 다인용 온라인 배틀로얄 게임이다. 2018년 3월 9일 스팀 얼리 액세스와 엑스박스 원용으로 런칭되었으며 2020년 1월 14일 플레이스테이션 4용 게임 출시와 동시에 해당 두 플랫폼용으로 정식 출시되었다. 플레이어는 극심하게 나쁜 환경을 극복, 생존하고 적을 따라가며 덫을 설치하고 우승을 위해 Bait-N-blat 기법을 활용하여 해야할뿐 아니라 투표를 하는 군중들과 모두가 보는 11번째 플레이어 쇼 디렉터(Show Director)의 찬성을 얻어야 한다. 지원 언어로는 영어, 프랑스어, 이탈리아어, 독일어, 스페인어, 러시아어, 일본어, 폴란드어, 한국어가 있다.

## 줄거리
다윈 프로젝트의 배경은 북부 캐나다 로키산맥의 디스토피아 포스트 아포칼립스 풍경이다. 임박한 빙하기에 대비하여 절반은 과학실험이고 절반은 생활 엔터테인먼트로 구성된 새로운 프로젝트가 시작된다. 플레이어는 어떠한 지역에 떨어져 처음에는 도끼와 활만 무장한 상태로 시작하며 다른 9명의 플레이어와 함께 자원을 얻고 생존하여야 한다. 플레이어는 물건을 제조하고 오직 한 명의 플레이어가 살아남아 게임을 이길 때까지 생존과 싸움을 위해 자원을 사용하는 무기(도끼, 활)을 업그레이드하여야 한다.

## 개발
다윈팀 프로젝트의 개발팀은 18명으로 구성되었다. 이 게임은 PAX 이스트 2017에서 공개되었으며 마이크로소프트의 E3 2017 언론 콘퍼런스에서 공식 발표되었다. 여러 알파 및 베타 테스트가 PC용으로 제공되었다.
2018년 4월 24일, 이 게임은 얼리 액세스 부분 유료화 타이틀로 제작되었다.
2020년 1월 14일, 이 게임은 스팀, 플레이스테이션 4, 엑스박스 원용으로 출시되었다.

## 평가
| 평가 |             |
| --- | ----------- |
| 통합 점수 통합사 점수 메타크리틱 (PC) 74/100 [ 4 ] 평론 점수 평론사 점수 게임 레볼루션 [ 5 ] IGN 6/10 [ 6 ] |             |
| 통합 점수                                                                                                   |             |
| 통합사 | 점수        |
| 메타크리틱                                                                                                  | (PC) 74/100 |
| 평론 점수                                                                                                   |             |
| 평론사 | 점수        |
| 게임 레볼루션                                                                                               | [ 5 ]       |
| IGN | 6/10        |